# تشارلز لورينغ بريس
تشارلز لورينغ بريس (19 يونيو 1826-11 أغسطس 1890) هو فاعل خير أمريكي ساهم في مجال الإصلاح الاجتماعي. يعد أباً لحركة الرعاية البديلة الحديثة، واشتهر بإطلاق حركة قطار اليتامى في منتصف القرن التاسع عشر، وبتأسيس جمعية مساعدة الأطفال.

## النشأة
ولد بريس في 19 يونيو 1826، في ليتشفيلد، كونيتيكت. سُمي على اسم عمه المحامي تشارلز غريلي لورينغ, المدافع عن العبد الهارب توماس سيمز، توفيت والداته عندما كان عمره ١٤ سنة وترعرع على يد والداه الذي كان أستاذًا في التاريخ.  

## التعليم
تخرج في كلية ييل في عام 1846. تابع دراساته العليا في اللاهوت في جامعة ييل، لكنه غادر للدراسة في معهد الاتحاد اللاهوتي، حيث حصل على شهادة الدراسات العليا في عام 1849. انجذب إلى نيويورك لأنها اعُتبرت مركز البروتستانتية الأمريكية والنشاط الاجتماعي. عاش صديقه المفضل وزميله في جامعة ييل، فريدريك لو أولمستيد، مهندس المناظر الطبيعية، أيضًا في نيويورك.

## المسيرة المهنية
في عام 1852، في سن السادسة والعشرين، كان بريس، الذي نشأ في كالفيني، يعمل وزيراً لفقراء جزيرة بلاكويل (المعروفة الآن باسم جزيرة روزفلت) ولفقراء بعثة النقاط الخمس، عندما قرر أن يتابع جهوده الإنسانية في الشوارع بدلاً من الكنيسة. كان بريس مُدركًا لحياة الأطفال الفقيرة في مدينة نيويورك ولهذا السبب ركز على تحسين أوضاع الأطفال ومستقبلهم. وفي عام 1853، أسس بريس جمعية مساعدة الأطفال.
في عام 1854، افتتحت الجمعية أول بيوت «موزع الصحف»، والتي أصبحت واحدة من مشاريع بريس الأكثر نجاحًا. وفرت هذه المنازل السكن الأساسي والطعام بأسعار رخيصة للأطفال المشردين الذين قاموا ببيع الصحف في شوارع المدن الأمريكية. على الرغم من أن بريس نظر إلى صحفيي الأخبار على أنهم أطفال في حاجة إلى خدمات توفرها المنازل، إلا أنهم ألهموا أيضًا العديد من قصص هوراشيو ألجر التي يُكافأ فيها صحفيو الأخبار على استقلالهم وعزمهم بجزل كبير.
كان بريس يعتقد أن المهاجرين الكاثوليك الفقراء كانوا أدنى وراثياً معتبرهم «أغبياء، طبقة إجرامية دخيلة» و«حثالة، رافضًا الحضارة الرديئة». كان بعض أطفال المهاجرين في مأزق مع القانون. بلغت ذروة فقر الأطفال في عام 1854 حيث قدر عدد الأطفال المشردين في مدينة نيويورك بـ 34000 طفل. وأشارت الشرطة إلى هؤلاء الأطفال باسم «فئران الشوارع».
وفقاً لمقال كتبه بريس في عام 1872، أشير إلى إحدى المناطق التي تعاني من الجريمة والفقر حول الجادة العاشرة باسم «شارع البؤس». اعتبر شارع البؤس أرضاً خصبة رئيسية للجريمة والفقر، و«بؤرة أمراض» لا مفر منها حيث ينتشر المرض بسهولة. العديد من الأطفال الذين اعتبرهم أيتاماً لم يكونوا أيتاماً إطلاقاً، وعندما حاولت الأسر الأصلية الاحتفاظ بأطفالها، جرى صدهم.
كانت ملاجئ الأيتام والبيوت «الخدمات الاجتماعية» الوحيدة المتاحة للأطفال الفقراء والمشردين. لم ير بريس هذه المؤسسات جديرة بالاهتمام لأنها لا تخدم سوى غرض إطعام الفقراء وتقديم الصدقات. رأى أن هذه المؤسسات تؤدي إلى إزدياد اعتماد الفقراء على الأعمال الخيرية. تأثر بريس أيضًا بكتابات إدوارد ليفينغستون، وهو رائد في مجال إصلاح السجون الذي أيقن أن أفضل طريقة للتعامل مع الجريمة والفقر كبحها. ركز بريس على إيجاد فرص عمل وتدريب الأطفال الفقراء والعاطلين ليتمكنوا من مساعدة أنفسهم. شملت جهوده الأولية في الإصلاح الاجتماعي رياض الأطفال المجانية، وعيادات الأسنان المجانية، والتوظيف، وبرامج التدريب، وغرف القراءة، ودور السكن للفتيان. ومع ذلك، خشي الزعماء الدينيون الكاثوليك واليهود من أن براس كان يحاول «تحرير» الأطفال من العقيدة الكاثوليكية واليهودية.

## الحضانة وقطار الأيتام
اعتقد بريس أن انتزاع الأطفال المشردين من بيئة الشوارع، ومؤسسات المدن المكتظة ووضعهم مع أسر زراعية «مستقيمة أخلاقياً» هو المفتاح لتوفير حياة طيبة للأطفال. إدراكاً للحاجة العملية للعمال في الولايات الغربية والوسطى النامية، اقترح إرسال الأطفال المشردين إلى تلك المجتمعات على أمل إيجاد عمل أو أُسر لهم. كتب بريس: «في كل مجتمع أمريكي، وخاصة في المجتمع الغربي، هناك العديد من الأماكن الاحتياطية على طاولة الحياة». «لديهم ما يكفي لأنفسهم وللغريب أيضًا».
بعد سنة قضتها جمعية مساعدة الأطفال في دراسة فكرته بإرسال الأطفال بشكل فردي إلى مزارع مجاورة في كونيتيكت وبنسلفانيا ونيويورك الريفية، أُرسلت أول بعثة واسعة النطاق إلى الوسط الغربي في أيلول/ سبتمبر 1854.

## وصلات خارجية
- تشارلز لورينغ بريس على موقع الموسوعة البريطانية (الإنجليزية)